# Țifești (gmina w okręgu Vrancea)
Țifești – gmina w Rumunii, w okręgu Vrancea. Obejmuje miejscowości Bătinești, Clipicești, Igești, Oleșești, Pătrășcani, Sârbi, Țifești i Vitănești. W 2011 roku liczyła 5197 mieszkańców.